# Antoni Fargas i Soler
Antoni Fargas i Soler (Palma, Illes Balears, 1813 - Barcelona, 17 de juliol de 1888) fou un escriptor i crític musical mallorquí.

## Biografia
Fou fill dels mallorquins Francesc Fargas i Gertrudis Soler. Traslladat de molt infant a la capital catalana, va emprendre l'estudi de la música en l'escolania dels pares mercenaris; formà el seu gust artístic i despertaren la seva afició a l'estudi de l'estètica i història de l'art les obres dels clàssics autors alemanys, a la interpretació dels quals trios i quartets dedicats en companyia d'altres dos germans sobretot d'en Pau. El 1844 fou un dels fundadors de la Societat Filharmònica que existí a Barcelona fins al 1854, la qual donà grans concerts vocals, sent Fargas i Soler un dels directors de l'orquestra.
Col·laborà en el Museu de les famílies (1840), a El Arte (1859) i en la Revista de Catalunya (1860), en la qual publicà articles sobre La música de los pueblos de la antigüedad i biografies del guitarrista i compositor Ferran Sors i del mestre Carnicer. El 1850 entrà a formar part de la redacció del Diari de Barcelona, on tingué a càrrec seu la crítica musical durant més de trenta anys.
Foren nombrosos els estudis sobre música i en especial sobre les estrenes d'òpera que publicà sempre amb un criteri quelcom estret i apocat, però lleial i sincer i molt encoratjador per als artistes novells, tant compositors com cantants. Els elements joves del periodisme barceloní lliuraren rudes campanyes contra les crítiques de Fargas i Soler, sent famoses les sostingudes per Alberto Llanas, Robert Robert i Casacuberta i Eduard Aulés i Garriga, al Tros de Paper (Barcelona, 1865).
El 1840 publicà una traducció de l'obra de Fetís, La música al abast de tothom, amb notes, de la qual va fer una segona edició corregida i augmentada el 1873; el 1853, un Diccionario de música, amb l'explicació i definició de les paraules tècniques de l'art i dels instruments músics. El 1878 dona a la llum unes Observaciones (en vindicació de l'òpera italiana) al Ensayo biográfico de R. Wagner, per Joaquim Marsillach i Lleonart, i el 1879 una Contestación á la Contrarréplica d'aquest.
Deixà inèdits un Compendio de la historia de la Música; Diccionario lírico amb més de 12.000 títols d'òperes de totes les nacions, noms d'autors i teatres on s'estrenaren; Anales de la òpera en els Teatre Principal i el Liceu, des de la seva fundació; Biografies dels músics més distingits, en cinc volums, dels quals publicà totes les compreses fins a la lletra M fins i tot com a fulletó, pels anys 1866 a 1873, a La España Musical.
Es va casar amb la francesa Enriqueta Blachère Dupey (1828-1880). No van tenir fills.
Fou el corresponsal de la Reial Acadèmia de Belles Arts de San Fernando a Barcelona. En morir, la seva plaça va ser adjudicada al mestre Felip Pedrell i Sabaté.